# Emancipation (film)
Pour les articles homonymes, voir Émancipation.
Pour plus de détails, voir Fiche technique et Distribution.
Emancipation est un film américain réalisé par Antoine Fuqua et sorti en 2022. Il connaît une sortie limitée dans quelques salles américaines le 2 décembre avant une diffusion mondiale sur Apple TV+ le 9 décembre.
Le film s'inspire de l'histoire vraie de Gordon, un esclave noir de Louisiane qui s'échappe d'une plantation dans les années 1860 et rejoint l'Armée de l'Union.

## Synopsis

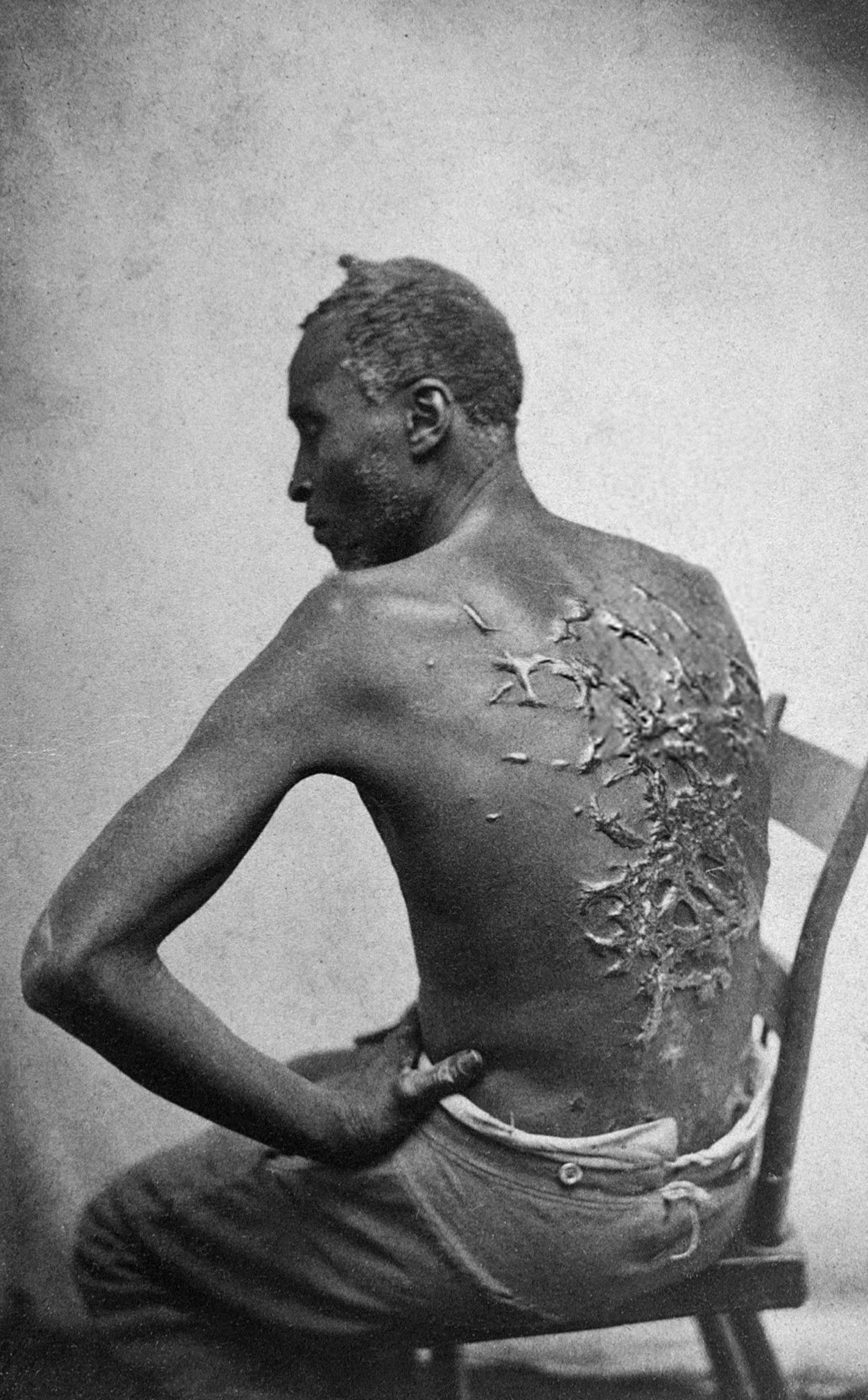
Les cicatrices de flagellation de Gordon.

En 1863, Peter est esclave dans une plantation en Louisiane. Après avoir été sauvagement frappé par un contremaître, l'homme décide de s'enfuir vers le nord. En pleine guerre de Sécession, il rejoint l'Armée de l'Union qui affronte les troupes confédérées. Les photographies des blessures infligées à Peter seront publiées par la presse et serviront aux abolitionnistes de symbole des atrocités commises dans les États sudistes.

## Fiche technique
Sauf indication contraire, les informations mentionnées dans cette section peuvent être confirmées par la base de données cinématographiques IMDb,  présente dans la section « Liens externes ».
- Titre original : Emancipation
- Réalisation : Antoine Fuqua
- Scénario : William N. Collage
- Musique : Marcelo Zarvos
- Direction artistique : Anne Costa et Shamim Seifzadeh
- Décors : Naomi Shohan
- Costumes : Francine Jamison-Tanchuck
- Photographie : Robert Richardson
- Production : Todd Black, Antoine Fuqua, Joey McFarland et Will Smith

Producteurs délégués : Chris Brigham et Cliff Roberts
- Sociétés de production : Apple Studios, CAA Media Finance, Overbrook Entertainment, Escape Artists, McFarland Entertainment
- Société de distribution : Apple TV+
- Budget : n/a
- Pays de production :  États-Unis
- Langue originale : anglais
- Format : couleur, noir et blanc désaturé[2]
- Genre : action, thriller, drame historique
- Durée : 132 minutes
- Dates de sortie :
  - États-Unis : 2 décembre 2022 (sortie limitée en salles)
  - Monde : 9 décembre 2022 (sur Apple TV+)
- Classification :
  - États-Unis : R (interdit aux moins de 17 ans non accompagnées)
  - France : Interdit aux moins de 16 ans lors de sa sortie en streaming

## Distribution
- Will Smith (VF : Greg Germain) : Peter
- Ben Foster (VF : Alexandre Gillet) : Jim Fassel
- Charmaine Bingwa (VF : Annie Milon) : Dodienne
- Gilbert Owuor (VF : Jean-Michel Vaubien) : Gordon
- Mustafa Shakir (VF : Daniel Njo Lobé) : André Cailloux
- Jayson Warner Smith (VF : Jean-François Aupied) : le sénateur John Lyons
- Steven Ogg : le sergent Howard
- David Denman (VF : Emmanuel Jacomy) : le général William Dwight
- Grant Harvey (VF : Yoann Sover) : Leeds
- Ronnie Gene Blevins : Harrington
- Paul Ben-Victor (VF : Fabrice de La Villehervé) : le major G. Halstead
- Jesse C. Boyd : Mike Hurley
- Jabbar Lewis : Tomas
- Michael Luwoye : John
- Imani Pullum : Betsy

 Source et légende : version française (VF) sur RS Doublage et carton de doublage français.

## Production
En juin 2020, il est annoncé qu'Antoine Fuqua va diriger Will Smith dans un film titré Emancipation, d'après un script spéculatif écrit par William N. Collage s'inspirant d'une histoire vraie survenue en 1863,. Antoine Fuqua déclare alors :

« Cela fait presque deux ans maintenant que j'ai lu le script pour la première fois. Cela a touché mon cœur et mon âme de tant de manières impossibles à transmettre, mais je pense que vous comprenez. Nous observons une partie du sentiment que j'ai eu, dans les rues actuellement. Il y a de la tristesse, de la colère, de l'amour, de la foi et de l'espoir... C'est important à voir, et la chose la plus encourageante que je vois, c'est qu'ils ne le supporteront plus. »

Warner Bros, MGM, Lionsgate ou encore Universal Pictures enchérissent pour acquérir le film mais c'est finalement Apple qui l'emporte avec 130 millions de dollars,,.
Le tournage devait débuter en mai 2021 à Los Angeles. Il est ensuite annoncé pour juin 2021 dans l'État de Géorgie mais à la suite de lois controversées votées dans l'État en mars 2021 (Election Integrity Act of 2021 (en)), cette décision est annulée. Will Smith et Antoine Fuqua déclarent alors : « Nous ne pouvons pas en toute conscience fournir un soutien économique à un gouvernement qui promulgue des lois électorales régressives conçues pour restreindre l'accès aux électeurs,. » Ce changement de lieux de tournage aurait coûté environ 15 millions de dollars à la production.
Les prises de vues débutent finalement à La Nouvelle-Orléans en juillet 2021. En août, Ben Foster, Charmaine Bingwa, Gilbert Owuor et Mustafa Shakir rejoignent la distribution. Le 2 août, le tournage est stoppé pour quelques jours après plusieurs tests positifs au Covid-19.

## Sortie et accueil
En mai 2022, il est annoncé que la sortie du film est reportée à 2023. Les raisons invoquées sont de nombreux retards de production, la controverse entourant Smith giflant Chris Rock à la 94e cérémonie des Oscars et un calendrier de sortie de films surchargé d'Apple. Finalement, une sortie limitée dans quelques salles américaines est organisée le 2 décembre 2022 avant une diffusion mondiale sur Apple TV+ le 9 décembre.